# 范宣子
士（？—前548年），祁姓，士氏，按封地又为范氏，名匄，谥宣，又称范宣子，中国春秋時代晋国法家先驱、军事人物、政治人物。范文子士燮之子。

## 生平
前570年，范宣子出使齐国，劝说齐灵公继续和晋国结盟，齐灵公派太子光参加鸡泽之盟。前563年，他和中行偃建议晋悼公消灭妘姓小国偪阳国（今山东峄县南）。战况激烈，一次幸亏鲁国将军叔梁纥力气大，才没有使逼阳的埋伏得逞。力克逼阳赠与宋国右师向戌，向戌不敢要，献给宋国国君。前560年，中军将荀罃去世，中军佐范宣子本来可以升职正卿。但他让给了中行偃。
前559年，晋軍联合齐、宋、鲁、卫、郑、曹、莒、邾、滕、薛、杞、小邾等13个同盟国攻打秦国，范宣子担任中軍佐，在晋军战败后，其子士鞅与公族大夫欒鍼一起冲向秦軍大营，欒鍼战死，士鞅生還。欒鍼之死激怒了他哥哥下軍将欒黶（欒桓子），欒黶之妻栾祁是范宣子的女儿。欒黶把責任说成士鞅的，向范宣子说要誅殺士鞅。士鞅亡命秦国。其后回国，欒氏对他深深怀恨。前554年，中行偃去世，范宣子才为正卿。
前552年，欒黶死後，其子欒盈（栾怀子）嗣位，士鞅诬称欒盈謀反。范宣子、士鞅诛除欒氏，欒盈逃到齐国。前550年，齐后庄公支援欒盈糾合残党攻入晋国，一度攻入晋国都城绛，范宣子与其子士鞅劫持与栾氏亲善的魏舒（魏献子）平定欒氏残党，欒盈被杀。范宣子还制定了范宣子刑书，闻名于世。前548年，士匄去世，士鞅继承。